# 西沙筒柱螺
西沙筒柱螺（学名：Cylindrobulla xishaensis）为筒柱螺科筒柱螺属的小型海洋腹足綱軟體動物。
本物種為筒柱螺屬的第12種，於1975年在西沙群島的金銀島由另一位中國貝類學家莊啟謙發現。本物種属于暖水性种类。其常生活于潮间带藻类间。

## 外部連結
維基物種上的相關：西沙筒柱螺